# Liste des députés de la Communauté germanophone de Belgique (2019-2024)
Pour les articles homonymes, voir Liste des députés de la Communauté germanophone de Belgique.
19 juin 2019 - 1er juillet 2024
11e 13e
La liste des députés pour la législature 2019-2024 au Parlement de la Communauté germanophone de Belgique se compose comme suit, à la suite des élections régionales belges de 2019.
Un député est délégué au sénat comme sénateur ().

## Bureau (Präsidium)

### Président
- Karl-Heinz Lambertz (SP)

## Membres élus directement

### Groupe ProDG (6)
1. José Grommes
2. Alfons Velz remplace Lydia Klinkenberg[1]
3. Freddy Cremer remplace Harald Mollers[2]
4. Joseph Hilligsmann remplace Oliver Paasch [1]
5. Petra Schmitz
6. Liesa Scholzen

### Groupe CSP (6)
1. Patricia Creutz-Vilvoye
2. Stephanie Pauels remplace Jérôme Franssen
3. Sandra Houben-Meessen remplace Pascal Arimont[3]
4. Jolyn Huppertz
5. Colin Kraft
6. Robert Nelles

### Groupe SP (4)
1. Charles Servaty remplace Antonios Antoniadis[1]
2. Céline Kever
3. Karl-Heinz Lambertz
4. Patrick Spies remplace Edmund Stoffels

### Groupe PFF (3)
1. Gregor Freches
2. Alexander Miesen
3. Evelyn Jadin remplace Isabelle Weykmans[1]

### Groupe Ecolo (3)
1. Andreas Jerusalem
2. Freddy Mockel
3. Inga Voss-Werding

### Groupe Vivant (3)
1. Michael Balter
2. Alain Mertes
3. Diana Stiel

## Mandataires avec voix consultative
- Pascal Arimont (CSP) (depuis 2019)
- Kattrin Jadin (PFF) (depuis 2006)
- Anne Kelleter (Ecolo) (depuis 2019)
- Christine Mauel (MR) (depuis 2019)
- Alfred Ossemann (SP) (depuis 2019)
- Jacques Schrobiltgen (CSP) (depuis 2019)
- Michel Neumann (Ecolo) (depuis 2019)
- Yves Derwahl (PFF) (depuis 2019)